# 인라인 스케이트

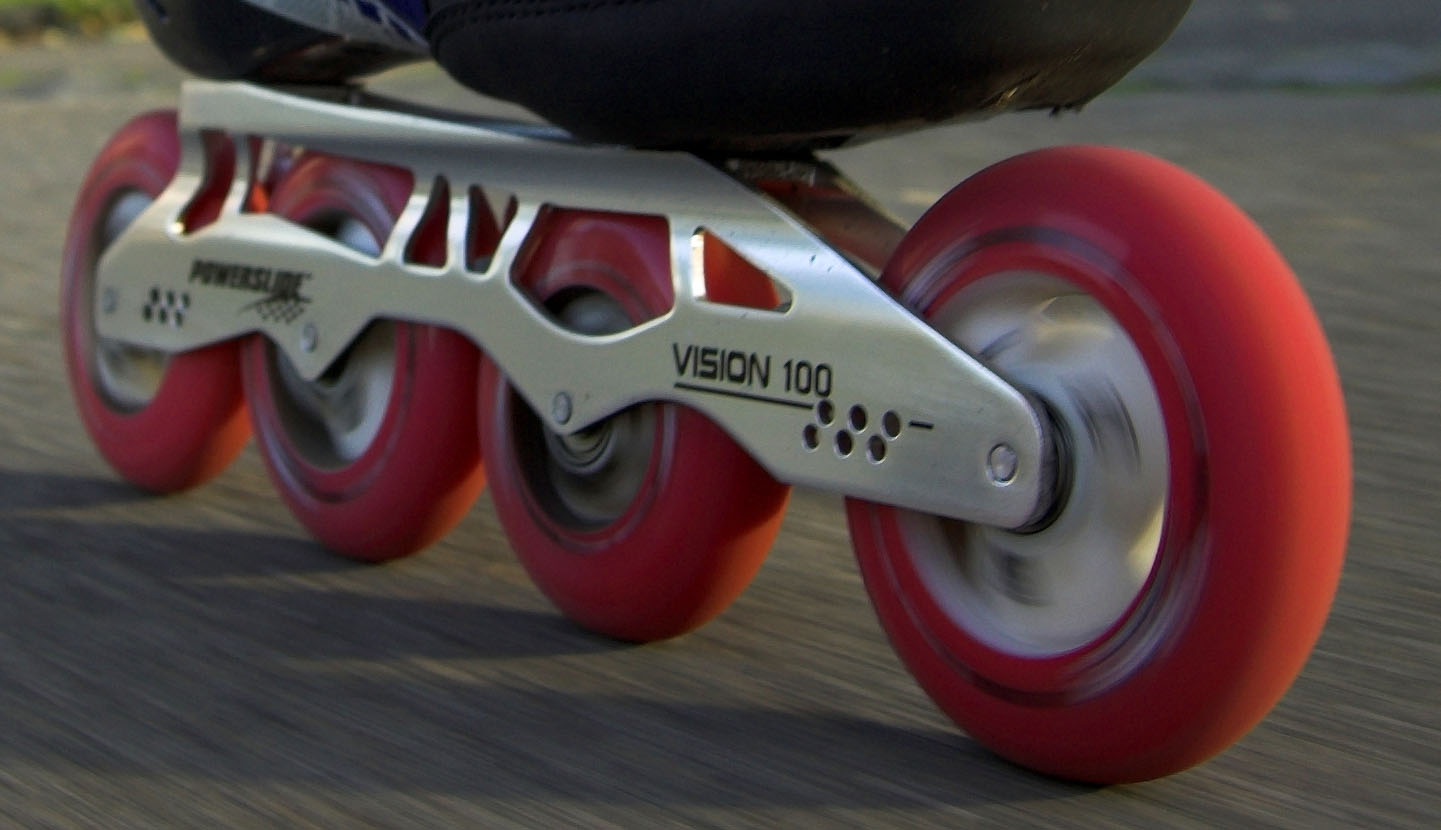
인라인 스케이트의 바퀴

인라인 스케이트(영어: inline skates)는 롤러 스케이트가 더욱 진화된 것으로, 신발에 여러 개의 바퀴를 일렬로 달아 만든 스케이트이다. 대한민국에서는 1991년에 처음으로 인라인스케이트 롤러블레이드가 보급되기 시작했다. 인라인스케이트를 타고 먼 거리를 달리는 것을 로드 스케이팅(Road Skating)이라고 부른다. 바퀴가 일렬로 되어 있어 중심을 잡기 어렵고 넘어져 다칠 위험이 높기 때문에 반드시 보호구를 착용하고 타야 한다. 또한 관리를 잘해야 한다.

## 같이 보기
- 스키칭(영어판)